# Čepec
Čepec je žensko pokrivalo ali avbica, ki se tesno prilega glavi. Po navadi je iz čipk. Nosile so ga samo omožene ženske.